# Тихонова Ніна Олександрівна (гримерка)
Тихонова Ніна Олександрівна (* 20 грудня 1923) — радянський і український художник по гриму.

## Біографічні відомості
Працювала на Київській кіностудії з 1937 р.
Була членом Національної Спілки кінематографістів України.

## Фільмографія
Брала участь у створенні фільмів:
- «Андрієш» (1954)
- «Педагогічна поема» (1955)
- «Над Черемошем» (1954)
- «Партизанська іскра» (1958)
- «Військова таємниця» (1958)
- «Фортеця на колесах»
- «Кров людська — не водиця» (1960)
- «Рибки захотілось» (1963)
- «Лушка» (1964)
- «До уваги громадян та організацій» (1966)
- «Всюди є небо» (1967)
- «Втікач з «Янтарного»» (1968)
- «Чи вмієте ви жити?» (1970)
- «Інспектор карного розшуку» (1971)
- «Нічний мотоцикліст» (1972)
- «Щовечора після роботи» (1973)
- «Марина» (1975)
- «Мустанг-іноходець» (1975)
- «Припустимо — ти капітан...» (1976)
- «Еквілібрист» (1976)
- «Якщо ти підеш...» (1978)
- «Бродяги Півночі» (1983)
- «Дамський кравець» (1990) та ін.